# Rhagonycha gillerforsi
Rhagonycha gillerforsi là một loài bọ cánh cứng trong họ Cantharidae. Loài này được Svihla miêu tả khoa học năm 1993.